# Taco (construcción)

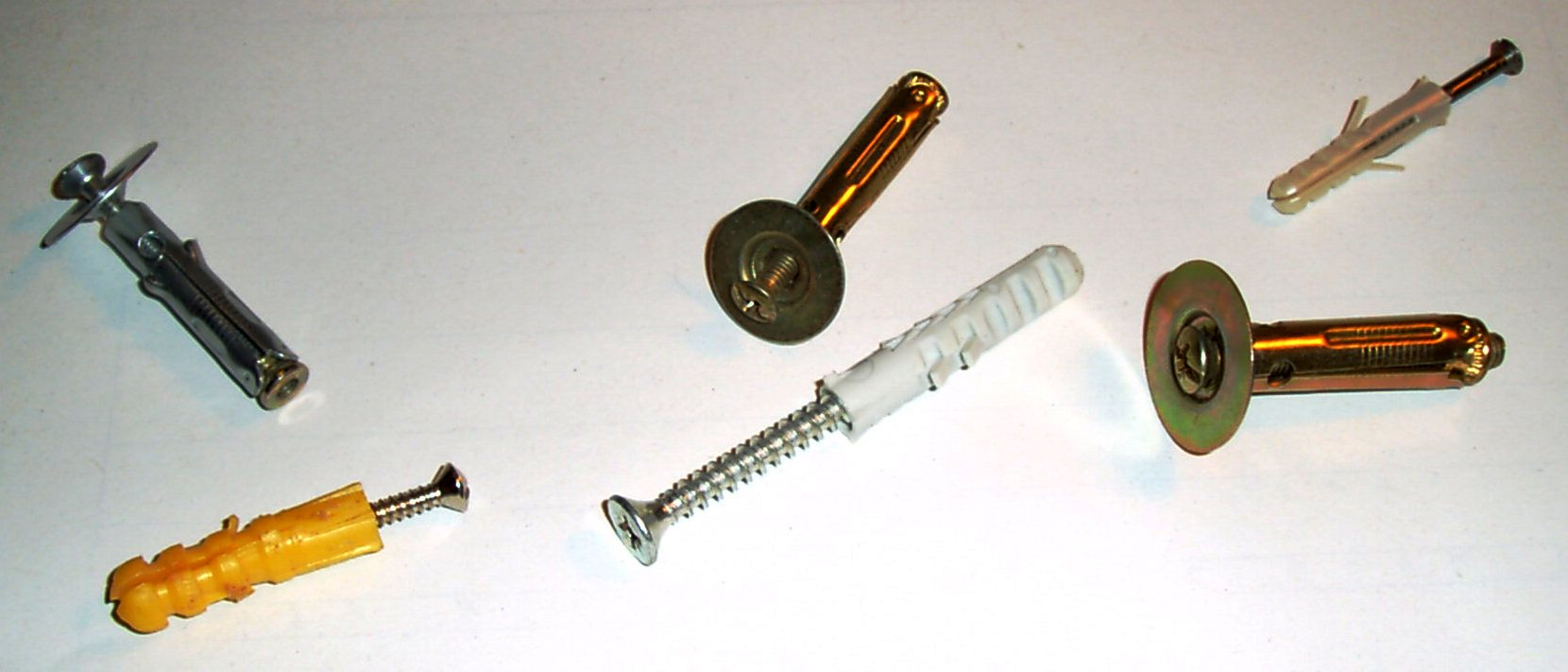
Ejemplo de tacos

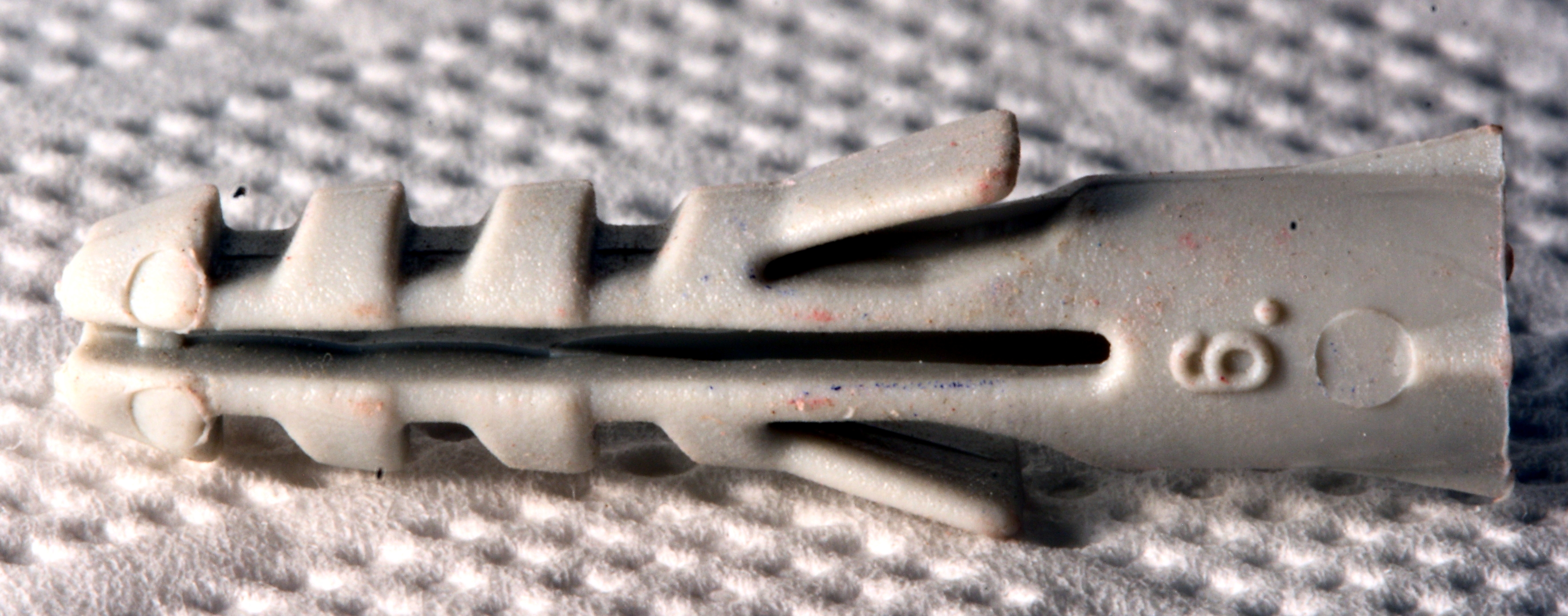
Un taco de 6 mm de diámetro para utilizar con una broca del mismo diámetro

Un taco o espiche (también llamado tarugo en Argentina, Chile, Guatemala, Paraguay, Perú y República Dominicana, taquete en México, chazo en Colombia y  ramplug en Venezuela) es un componente utilizado para asegurar un tornillo en un lugar o elemento estructural como pueden ser una pared, un panel, un mueble, etc. Hay varios tipos de tacos, cada uno con un uso específico.
El material del cual está hecho el taco varía según su uso; los hay de plástico, de metal y también químicos (de dos componentes).

## Estructura y funcionamiento

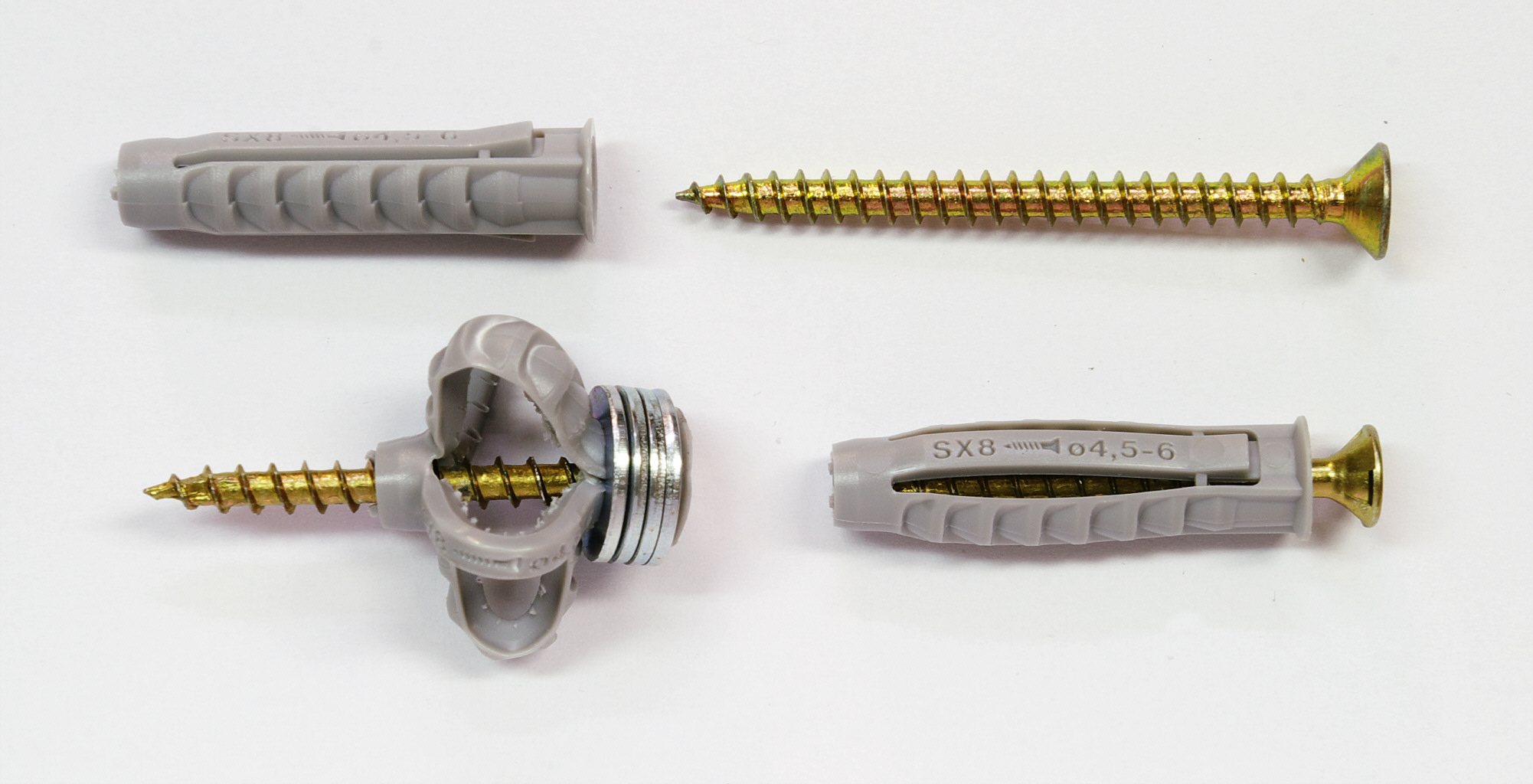
Efecto que se logra al enroscar un tornillo en un espiche

Normalmente es una pequeña pieza de plástico o madera que se pone en un boquete realizado en una pared o similar y que, al alojar un tornillo, escarpia, clavo o similar, se expande haciendo presión contra la pared, fijándolo.

## Uso

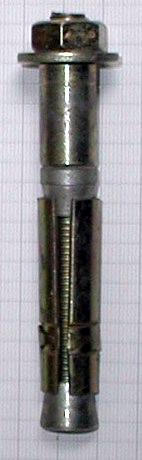
Taco de metal-M10

Para el uso en el hogar, se hace un agujero con un taladro antes de introducir el taco que recibirá el tornillo. El diámetro de la broca debe ser igual al del taco. Utilizar el valor numérico que indica sobre el taco. En general, hay que perforar sólo la longitud del taco, y para hacerlo es aconsejable pintar una marca sobre la broca. Para finalizar, se debe empujar el taco hasta la superficie frontal del agujero.

## Taco de expansión
Una forma especial de fijación muy segura es el taco de expansión (por presión de tornillo), que se fija en el cemento, ladrillo, yeso, elementos constructivos, etc. Se utilizan sobre todo para la fijación permanente en las paredes de un edificio de cualquier tipo de objetos, mediante ganchos.

## Taco químico
Para algunos usos, puede ser necesario el uso de un taco químico (sobre todo en materiales huecos). Primero se hace el agujero con una broca. Tras una limpieza completa de todo resto de polvo, con un aspiradora (o soplador neumático), se inserta un «tamiz» en el orificio y luego se inyecta dentro del tamiz la masilla de dos componentes que se suministra en una jeringa doble para una mezcla correcta en el momento de su utilización. Se introduce la varilla roscada en el tamiz, centrándola. La mezcla con la que se ha llenado el espacio endurece en cuestión de minutos.